# Gyerekjáték (film, 1988)
A Gyerekjáték (eredeti cím: Child's Play) 1988-ban bemutatott amerikai horrorfilm, melyet Tom Holland rendezett. A főbb szerepekben Catherine Hicks, Chris Sarandon, Alex Vincent és Brad Dourif látható.
A történet középpontjában egy játékbaba, Chucky áll, amelybe egy sorozatgyilkos lelke költözik, könyörtelen gyilkológéppé változtatva a játékfigurát. Az 1988. november 9-én bemutatott film mérsékelt sikert ért el, a későbbiekben azonban a horrorfilmek rajongói körében kultuszfilmmé vált. Az eredeti filmet hat további folytatás követte, melyek már a Universal Pictures forgalmazásában jelentek meg.

## Cselekmény
Egyik éjjel a hírhedt sorozatgyilkos fojtogatót, Charles Lee Ray-t üldözőbe veszik a rendőrök és néhány lövést adnak le rá, melynek következtében Lee Ray egy játékboltban bezuhan egy tucatnyi Jófiú-baba közé. Ezután érthetetlen varázsigét kántálva pokoli vihart kelt, majd meghal. Néhány nappal később elérkezik a kis Andy Barclay (Alex Vincent) hatodik születésnapja, aki ajándéknak a TV-ben látott, népszerű játékot, a beszélő Jófiú-babát szeretné megkapni. Gyermekét egyedül nevelő édesanyja, Karen (Catherine Hicks) azonban anyagi okok miatt nem veheti meg kisfiának a hőn áhított ajándékot. Azonban a sors közbeszól: Karen egy hajléktalantól megvásárol egy hibátlan állapotú babát (melybe tudtán kívül pár nappal korábban Lee Ray lelke költözött).
Otthon Andy nagyon megörül a meglepetésnek, amely be is mutatkozik, Chuckynak hívják. Még aznap este Karennek túlóráznia kell a munkahelyén, így ismerősét, Maggie Petersont (Dinah Manoff) kéri meg, hogy vigyázzon Andy-re. Miután Andy elalszik, Chucky rátámad Maggie-re, kizuhan az ötödik emeletről és szörnyethal. A rendőrség Andyt gyanúsítja a nő halála miatt.
Andy hiába bizonygatja, hogy Chucky él, senki nem hisz neki. Chucky hamarosan megkéri a fiút, hogy segítsen neki, így a baba Andy segítségével áruló partnere nyomába ered, és a férfit házával együtt felrobbantja. A kiérkező rendőrök Andy-t beviszik az őrszobára, ahol a kisfiú újfent makacsul kitart amellett, hogy minderre a baba kérte meg. Karen már nem bírja tovább, és otthon megtámadja Chucky-t, aki Karen előtt is felfedi magát, majd elmenekül. Ámokfutását tovább folytatná azzal, hogy az eredeti testét elpusztító rendőrtiszttel is végez, az azonban rálő, így Chucky kénytelen elmenekülni. Megkeresi régi ismerősét, John-t, a woodoo-papot, hogy választ kapjon arra, a műanyag test miért vérzik. A válasz egyszerű: minél több időt tölt a műanyag testben, annál inkább ember lesz, azaz ezentúl ebben a testben kell élnie. Az egyetlen megoldás az, ha átviszi a lelkét a babából abba az emberbe, akinek először fedte fel magát, azaz Andy-be.
Chucky elindul Andy után az intézetbe, azonban a fiú kicselezi a babát, és elmenekül. Hazaérve megpróbálja elbarikádozni a házat, azonban Chucky mégis bejut, leüti és elkezdi a lélekátvivő-éneket. Csakhogy ebben a pillanatban ront be a szobába Karen és a nyomozó. Andy-t megszabadítják a rémtől, akit bezárnak a kandallóba, így Andy megragadja az alkalmat, és felgyújtja Chucky-t. Nem sokkal később megjelenik David, a nyomozó barátja, és észreveszi a szénné égett testet. A leszakadt fejet beviszi a szobába, azonban Chucky áttöri a falat. Karen még időben szedi le róla, és a sarokba dobja. A nyomozó felhúzza pisztolyát, célba veszi és keresztüllövi Chucky szívét, így a baba véglegesen megsemmisül.

## Szereplők
| Szereplő                     | Eredeti hang    | 1. szinkron (1990) | 2. szinkron (2003) | 3. szinkron (2007) |
| Szereplő                     | Eredeti hang    | Magyar hang        | Magyar hang        | Magyar hang        |
| ---------------------------- | --------------- | ------------------ | ------------------ | ------------------ |
| Chucky                       | Brad Dourif     | Zana József        | Breyer Zoltán      | Markovics Tamás    |
| Barátságos Chucky            | N/A             | Lippai László      | N/A                | Kiss Csaba         |
| Szereplő                     | Színész         | Magyar hang        | Magyar hang        | Magyar hang        |
| Andy Barclay                 | Alex Vincent    | Szentesi Gergő     | Koroknai Norbert   | Dimény Eszter      |
| Karen Barclay                | Catherine Hicks | Frajt Edit         | Kiss Virág         | Dudás Eszter       |
| Mike Norris nyomozó          | Chris Sarandon  | Dörner György      | Holl Nándor        | Vári Attila        |
| Maggie Peterson              | Dinah Manoff    | Mányai Zsuzsa      | Ősi Ildikó         | Sallai Nóra        |
| Jack Santos (Mario)          | Tommy Swerdlow  | Kautzky Armand     | N/A                | Markovics Tamás    |
| Dr. Ardmore                  | Jack Colvin     | Makay Sándor       | Móni Ottó          | Bolla Róbert       |
| John Simonsen (Dr. Death)    | Raymond Oliver  | Márton András      | Bolla Róbert       | Haagen Imre        |
| Mr. Criswell                 | Alan Wilder     | Hankó Attila       | Kapácsy Miklós     | Garai Róbert       |
| Eddie Caputo                 | Neil Giuntoli   | néma szereplő      | néma szereplő      | néma szereplő      |
| George, idős férfi a liftben | N/A             | Kenderesi Tibor    | N/A                | N/A                |
| Jófiú TV reklám bemondó      | N/A             | Perlaki István     | N/A                | N/A                |

## Folytatások
- Gyerekjáték 2. (1990)
- Gyerekjáték 3. (1991)
- Chucky menyasszonya (1998)
- Chucky ivadéka (2004)
- Chucky átka (2013)
- Chucky kultusza (2017)

## Televíziós megjelenések
- 2. szinkron: TV2
- 3. szinkron: MGM